# Aurantiporus pilotae
Aurantiporus pilotae är en svampart som först beskrevs av Ludwig David von Schweinitz, och fick sitt nu gällande namn av William Alphonso Murrill 1905. Aurantiporus pilotae ingår i släktet Aurantiporus och familjen Polyporaceae.   Inga underarter finns listade i Catalogue of Life.